# Polyxenus paraguayensis
Polyxenus paraguayensis är en mångfotingart som beskrevs av Filippo Silvestri 1903. Polyxenus paraguayensis ingår i släktet Polyxenus och familjen penseldubbelfotingar. Inga underarter finns listade i Catalogue of Life.